# Penicillium reticulisporum
Penicillium reticulisporum är en svampart som beskrevs av Udagawa 1968. Penicillium reticulisporum ingår i släktet Penicillium och familjen Trichocomaceae.   Inga underarter finns listade i Catalogue of Life.